# Cephalosphen enderleini
Cephalosphen enderleini är en tvåvingeart som beskrevs av Verbeke 1955. Cephalosphen enderleini ingår i släktet Cephalosphen och familjen skridflugor.
Artens utbredningsområde är Ghana. Inga underarter finns listade i Catalogue of Life.